# Montipora aequituberculata
Montipora aequituberculata là một loài san hô trong họ Acroporidae. Loài này được Bernard mô tả khoa học năm 1897.